# Klaus Zöttl
Klaus Zöttl (* 7. September 1943 in Schwabmünchen; † 1. September 2023 in Augsburg) war ein deutscher Künstler.

## Leben
Nach dem Besuch der humanistischen Gymnasien St. Stephan in Augsburg und des Rhabanus-Maurus-Gymnasium in Sankt Ottilien studierte er an der Ludwig-Maximilians-Universität in München Kunsterziehung und arbeitete als Kunsterzieher in München und Königsbrunn.
Seit 1983 war Klaus Zöttl freischaffender Bildender Künstler mit Atelier im Augsburger Künstlerhaus Antonspfründe. Er machte sich mit zeitkritischen Bildern, die häufig die Zerstörung der Natur durch den Menschen thematisierten, einen Namen (Filmporträt des Bayerischen Fernsehens: In uns ist Vergangenheit Zukunft, 1991).

### Erdfarbenprojekte
Im Jahr 1996 begann er überregional zu agieren. Dabei blieb sein Augsburger Atelier weiterhin Basislager. Zöttl begann die Eigenfarbigkeit örtlich begrenzter Regionen nachzuforschen, indem er deren Erdfarbvorkommen aufspürte, dokumentierte, zu Pigmenten aufbereitete, sie auf Praxistauglichkeit mit verschiedenen Bindemittelsystemen testete und besondere Fundstellen ausschließlich mit den dort vorkommenden Farben porträtierte. Von 1996 bis 2001 untersuchte Klaus Zöttl eine 50 km × 50 km große Region nordwestlich von Montpellier im südfranzösischen Département Hérault. Ein erstes Zwischenergebnis stellte er bereits 1997 unter dem Titel „Missing Blue“ in der Produzentengalerie Antonspfründe in Augsburg aus (Ankauf durch die Kunstsammlungen der Stadt Augsburg, heute H2 – Zentrum für Gegenwartskunst im Glaspalast, Augsburg). Das Endergebnis der Recherche mit 120 dokumentierten Farben – inkl. des inzwischen gefundenen Blau-Test- und Bildserien – wurden 2001 in der Augsburger Galerie „Die Ecke“ und im Frühjahr 2002 in der Herkunftsregion der Farben unter dem Titel „Couleurs de Terre de l'Hérault“ in der Médiathèque „Lucie-Aubrac“ in Ganges (Hérault) gezeigt. Darauf folgte von der UNESCO die Einladung, anlässlich des Jahres der Geowissenschaften, diese Ausstellung im Pariser Hauptquartier der UNESCO unter dem Titel „Couleurs de Terre, une recherche artstique de Klaus Zoettl“ (25. September 2002 bis 9. Oktober 2002, Salle des Pas Perdus) zu zeigen. Die bisher letzte Ausstellung zum Erdfarbenprojekt Hérault organisierte die „Schwäbische Galerie“ des Bezirks Schwaben im Volkskundemuseum in Oberschönenfeld (Gessertshausen) im Sommer 2006 unter dem Titel „Terra incognita“. Unterbrochen wurde das Südfrankreichprojekt durch einen Auftrag im Jahr 1999, die Kanareninsel La Palma nach Vulkanfarben zu untersuchen und ein Wandgemälde in der Finca Suerte, Gemeinde Tijarafe (30 dokumentierte Farben, 260 cm × 500 cm), mit diesen Farben zu realisieren. Ein letztes Projekt war die Untersuchung des Meteoritenkraters Nördlinger Ries in Bayern nach Impakt-Erdfarben. Erste Ergebnisse liegen aus dem Suevit-Steinbruch Aumühle (bei Hainsfarth) vor. Bis Juli 2008 wurden über 30 Farben dokumentiert.

## Ausstellungen (Auswahl)
- 2002 wurde Klaus Zöttls Erdfarbenprojekt im UNESCO-Hauptquartier in Paris ausgestellt
- 2003 Werke ehemaliger Schüler des Rhabanus-Maurus-Gymnasiums Sankt Ottilien[2]
- 2006: Schwäbisches Volkskundemuseum[3] und im H2 – Zentrum für Gegenwartskunst